# تباعد (تطبيق)
تباعد هو تطبيق إلكتروني أطلقته الهيئة السعودية للبيانات والذكاء الاصطناعي في يونيو 2020 لمساعدة المستخدمين على تلقي تنبيهات في حال مخالطتهم لشخص مصاب بوباء فيروس كورونا 2019-20، بعد إطلاقها في مايو تطبيق توكلنا الخاص بإدارة عملية منح التصاريح إلكترونيًا خلال فترة منع التجول، وذلك في إطار دعم الجهود الحكومية لاحتواء جائحة كورونا.

## خدمات التطبيق
يقدم التطبيق 3 خدمات رئيسية هي: الإشعار بمخالطة المصابين، وتقديم المساعدة من خلال إرسال استمارات المستخدمين الصحية لوزارة الصحة لتقديم الدعم الطبي، كما يمكن الأشخاص المصابين من المشاركة الاختيارية لنتيجة فحوصاتهم مع الأشخاص الذين خالطوهم على مدار الـ14 يوماً السابقة.

## آلية العمل
يعتمد التطبيق على تقنية البلوتوث لضمان حماية خصوصية المستخدمين، فهو لا يسجل أي بيانات للمستخدم، حيث يتعرف من خلال تلك التقنية على مدى القرب من شخص مصاب، وفي حال سجل أحد المستخدمين أنه مصاب بالفيروس، يرسل التطبيق إشعارات للمخالطين لتنبيههم وتوجيههم في حال المخالطة لإكمال البيانات اللازمة وإرسالها إلى وزارة الصحة لعمل اللازم، كما يمكن للتطبيق تحديد المسافة التي كانت تفصل بين المخالط والمصاب.